# گونژا
گونژا (به لاتین: Gonzha) یک منطقهٔ مسکونی در روسیه است که در استان آمور واقع شده‌است.